# ارناندو آری
ارناندو آری (انگلیسی: Ernando Ari؛ زادهٔ ۲۷ فوریهٔ ۲۰۰۲) بازیکن فوتبال اهل اندونزی است.
وی همچنین در تیم‌های ملی فوتبال زیر ۲۳ سال اندونزی و اندونزی بازی کرده‌است.